# Macrozamia
Macrozamia ist eine Pflanzengattung innerhalb der Ordnung der Palmfarne (Cycadales). Alle Arten sind im Anhang II des Washingtoner Artenschutz-Übereinkommens (CITES) gelistet.

## Beschreibung

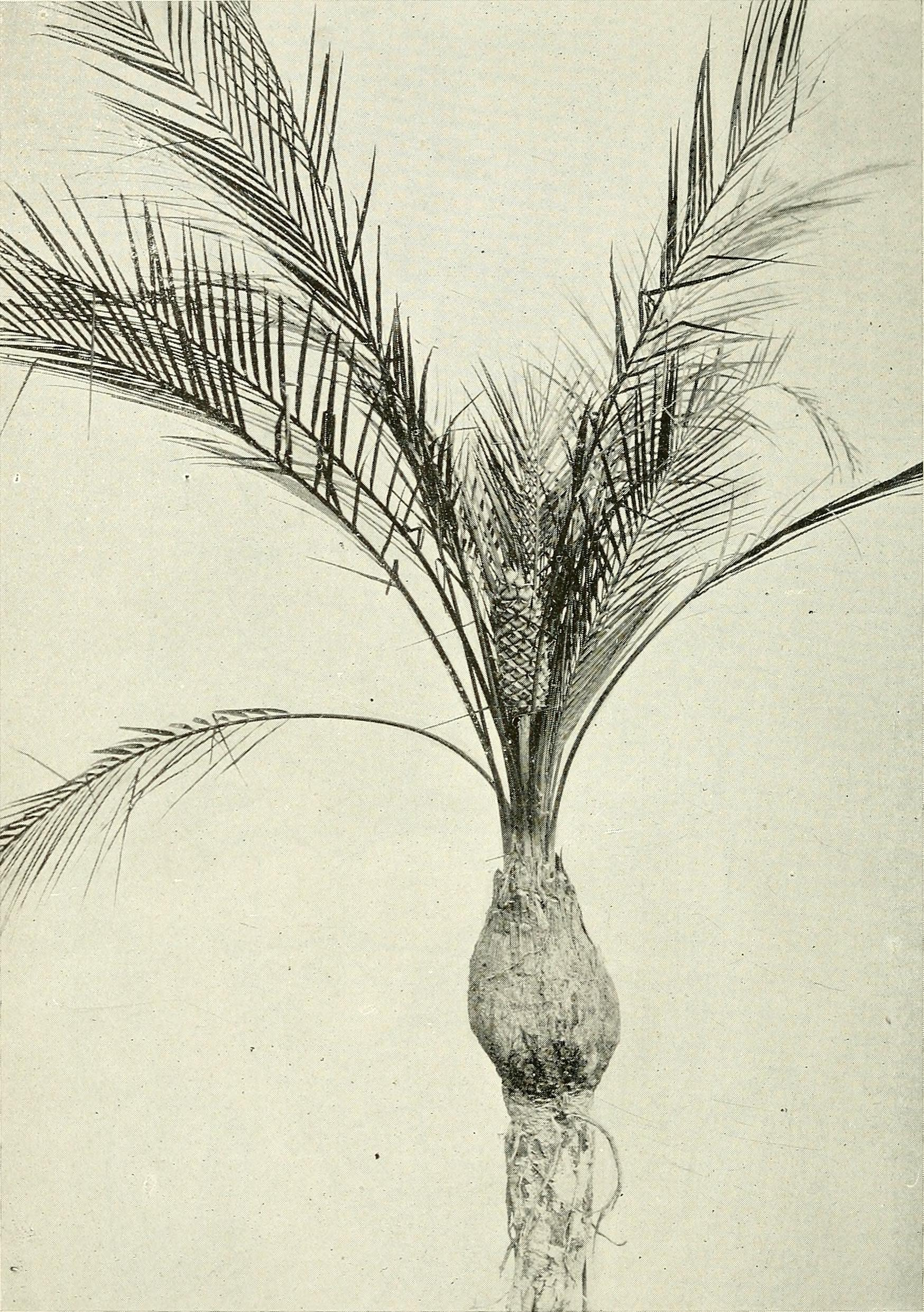
Illustration von Macrozamia platyrachis

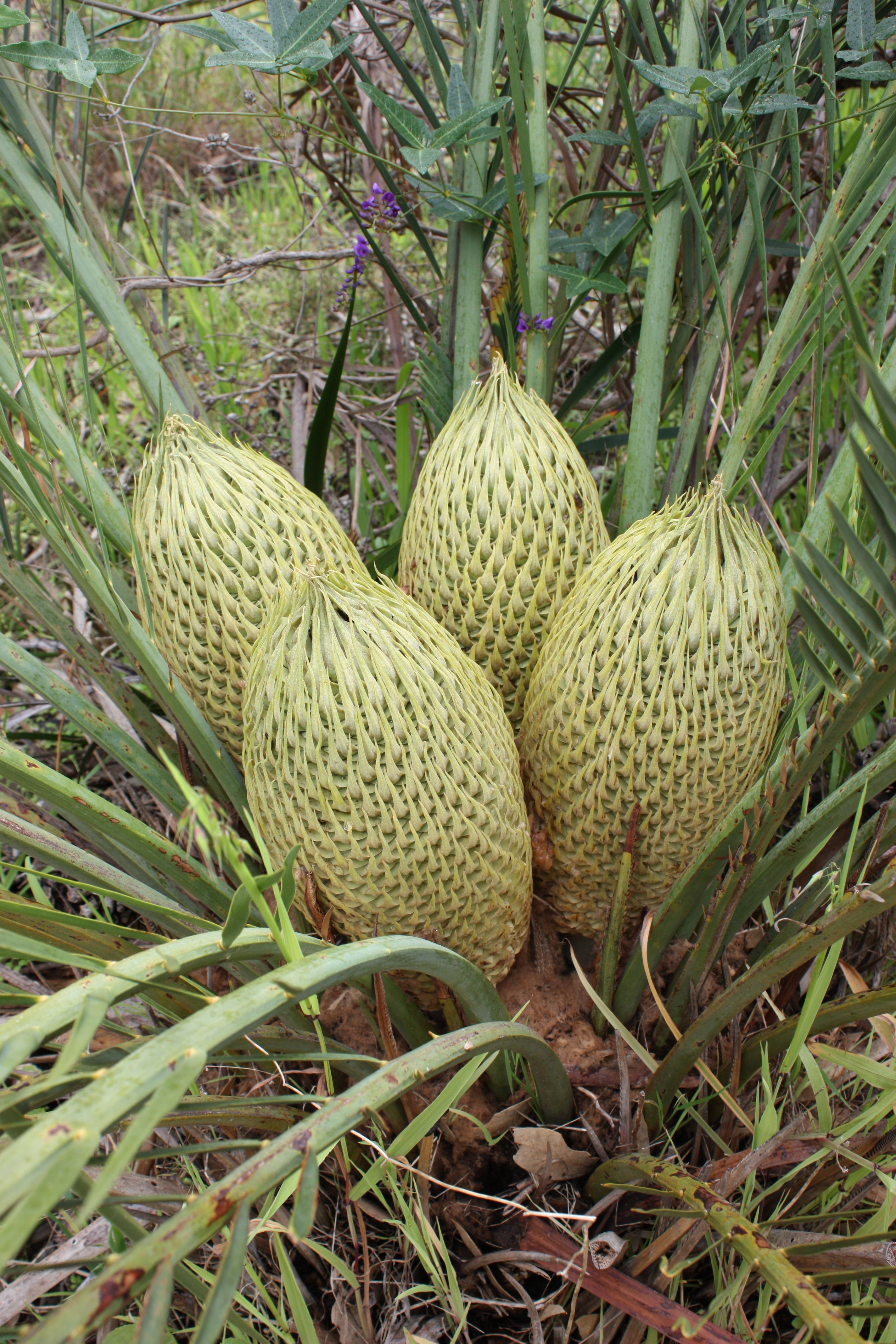
Habitus und Zapfen von Macrozamia fraseri

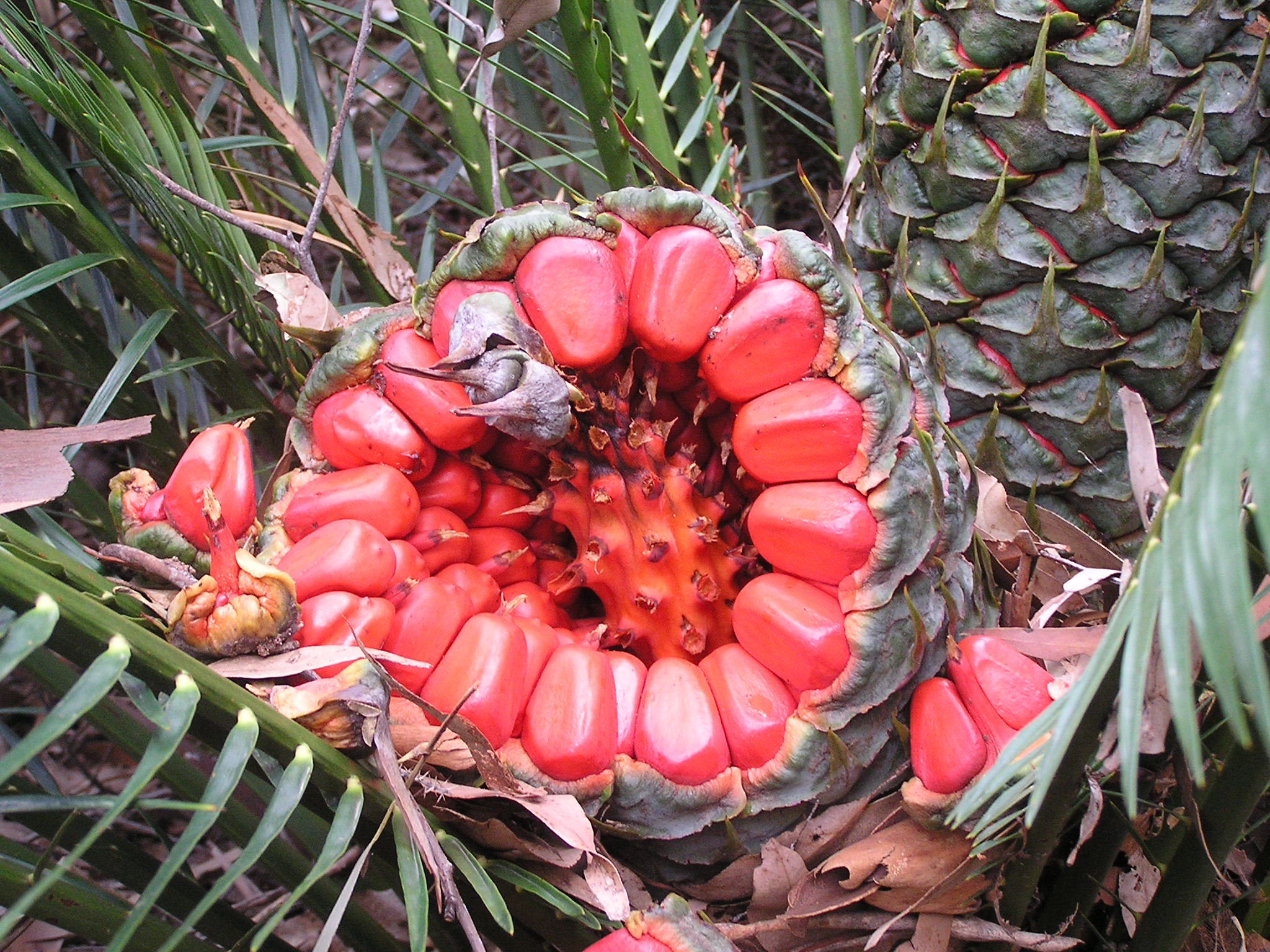
Geöffneter Zapfen mit reifen Samen von Macrozamia communis

### Vegetative Merkmale
Der Stamm wächst unterirdisch (Sektion Parazamia), manche Arten (Sektion Macrozamia) bilden jedoch einen oberirdischen, baumförmigen Stamm, der bis 9 Meter hoch wird. Lange Stämme sind eher niederliegend als aufrecht.
Die Blätter sind einfach gefiedert und in Größe und Farbe variabel. Bei der Sektion Macrozamia werden sie bis 3 Meter lang und sind flach oder gekielt, nicht gedreht. Die Farbe reicht von hellgrün über dunkelgrün zu blaugrau. Die Fiederblättchen sind 3 bis 20 Millimeter breit, flach und rinnig. Die Blätter von Jungpflanzen sind häufig anders gestaltet als bei adulten.

### Generative Merkmale
Macrozamia-Arten sind zweihäusig getrenntgeschlechtig (diözisch).
Die weiblichen Zapfen sind in der Sektion Parazamia meist klein und einzeln, bei der Sektion Macrozamia groß und es gibt bis zu acht pro Pflanze. Die Farbe variiert je nach Art von verschiedenen Grüntönen bis zu blaugrün. Die nach außen weisende Seite der Sporophylle ist mit einem aufrechten, scharfen und steifen Dorn bewehrt. Im unteren Zapfenbereich sind die Dornen kurz oder fehlend, zur Spitze hin werden sie länger. Die Sarcotesta der Samen ist gelb bis knallrot, selten kommen aber beide Farben in einer Art vor, dann an verschiedenen Pflanzen.
Die männlichen Zapfen sind ähnlich den weiblichen und können in der Sektion Macrozamia bis zu 100 an einem Pflanzenexemplar stehen. Die Farbe der männlichen Zapfen ist grün oder blaugrün; auch sie tragen Dornen.
Die Chromosomenzahl beträgt 2n = 18.

## Standorte und Gefährdung
Die Standorte sind vielfältig. Sie wachsen am Rand der Regenwälder bis in die trockenen Wüsten, vom Meeresniveau bis in Höhenlagen von 1500 Metern. Nur wenige Arten, die im Landesinneren und in Westaustralien, wachsen in offener Vegetation, die meisten im Schatten. Auch die Niederschläge und die Temperaturen an den Standorten sind sehr unterschiedlich.
Die Gefährdung der Arten ist sehr unterschiedlich. Arten mit weiter Verbreitung sind meist nicht gefährdet. Viele Arten haben jedoch ein kleines Areal und sind teilweise stark gefährdet. Ihre Areal gehen vielfach an die Landwirtschaft verloren, weitere Verluste entstehen durch Pflanzensammler. Die australische Regierung hat alle Arten als gefährdet eingestuft.

## Systematik und Verbreitung
Die Gattung Macrozamia wurde 1842 durch Friedrich Anton Wilhelm Miquel in Monographia Cycadearum. 1842, Seite 36 aufgestellt. Der Gattungsname Macrozamia leitet sich ab vom griechischen macros für „groß“ und Zamia, einer damals schon bekannten Gattung.
Macrozamia bildet zusammen mit der ebenfalls australischen Gattung Lepidozamia und der afrikanischen Encephalartos die Tribus Encephalarteae innerhalb der Familie Zamiaceae.
Die Gattung Macrozamia kommt nur in Australien vor. Die meisten Macrozamia-Arten kommen an den Küsten von New South Wales und Queensland, also im Osten des Kontinents, vor. Einige Arten wachsen in den Bergen und Ebenen des Inneren Australiens, wenige auch im südwestlichen Western Australia.

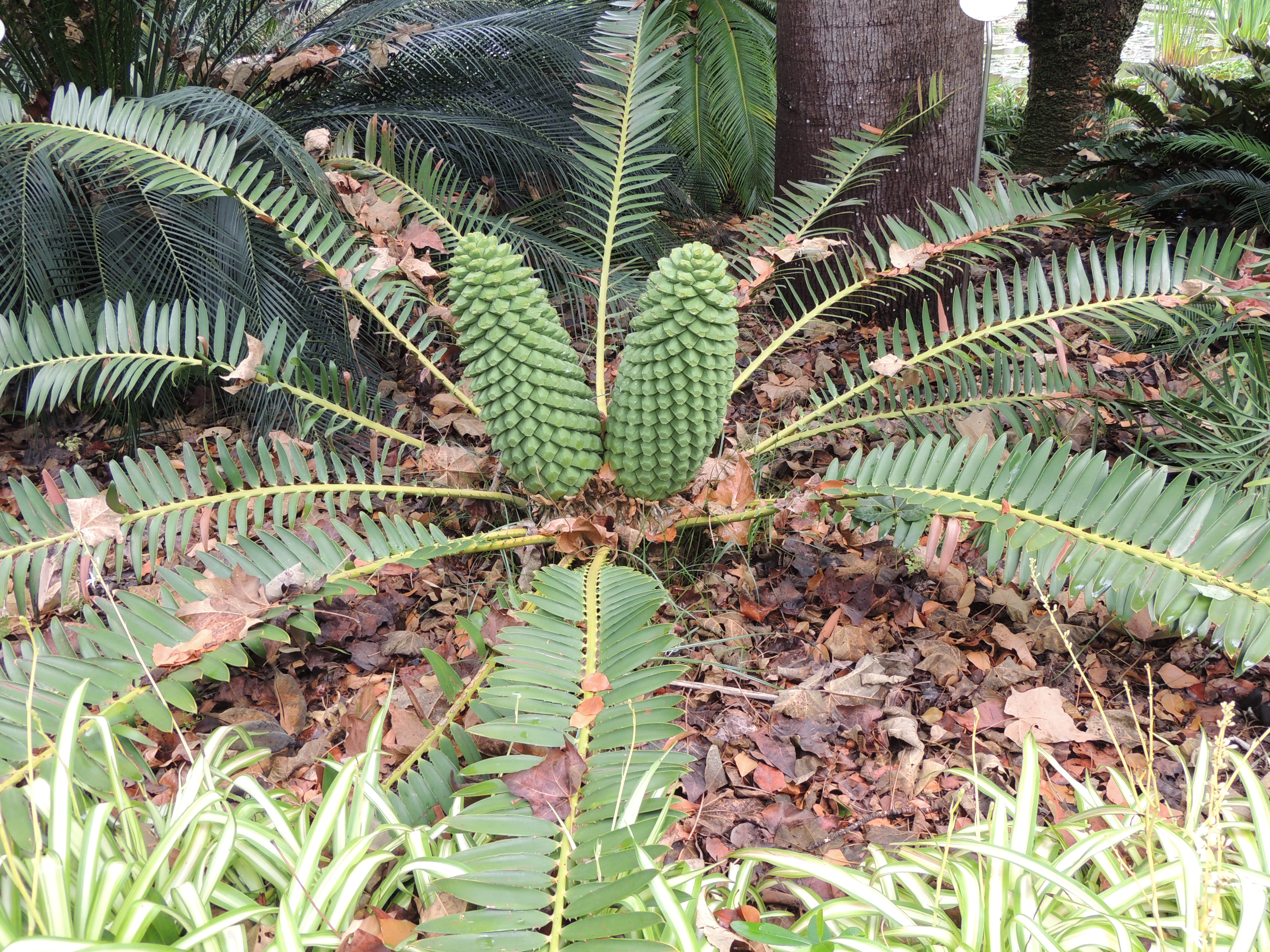
Habitus, Blätter und Zapfen von Macrozamia fawcettii

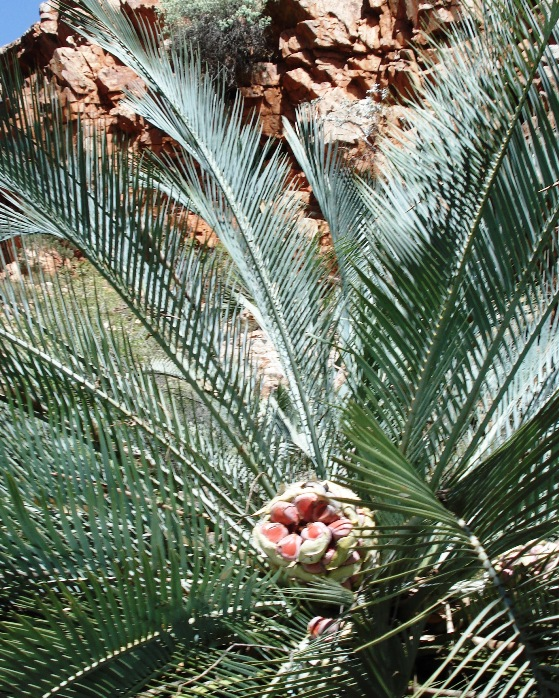
Macrozamia macdonnellii mit Fruchtstand

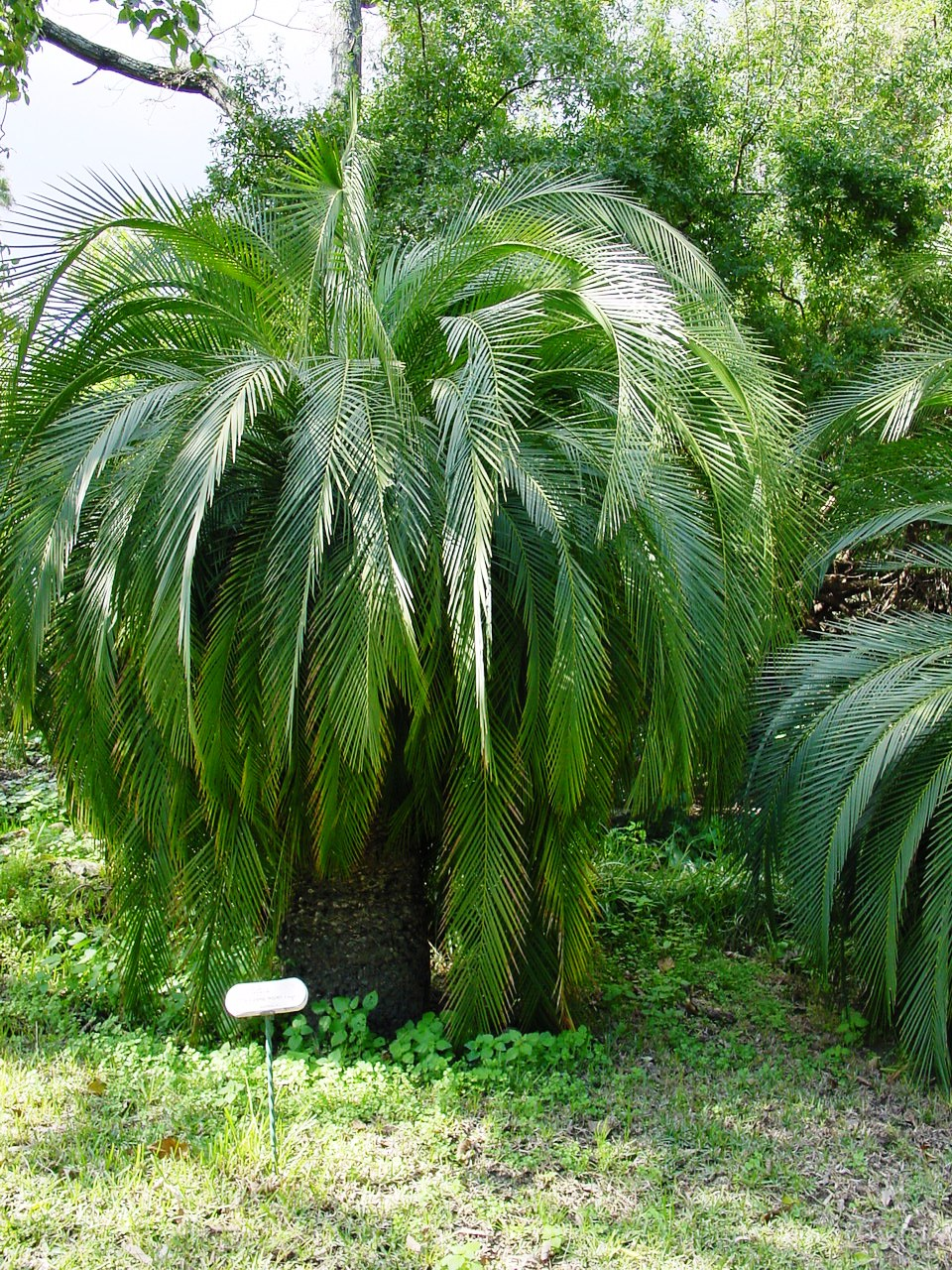
Macrozamia moorei

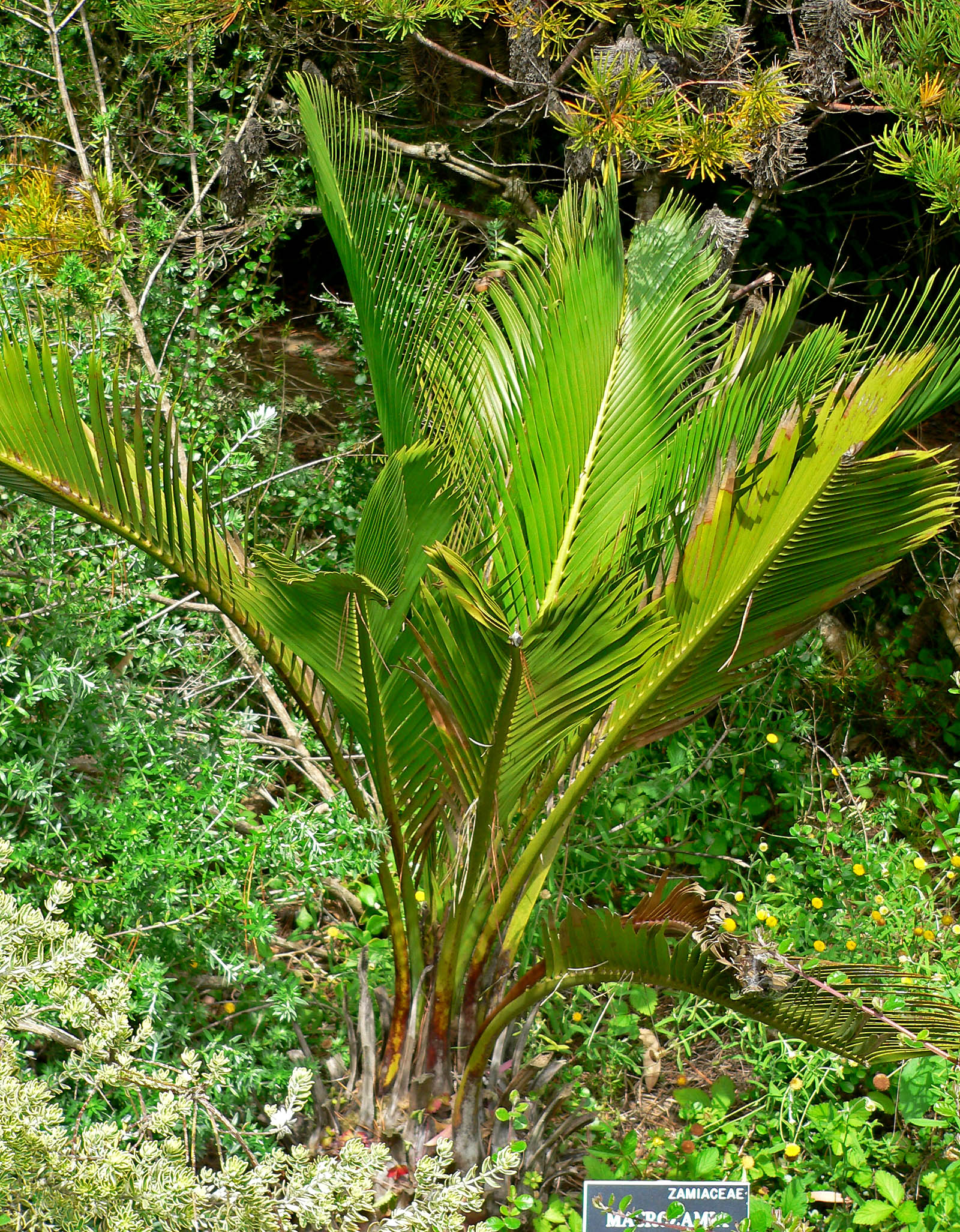
Macrozamia riedlei

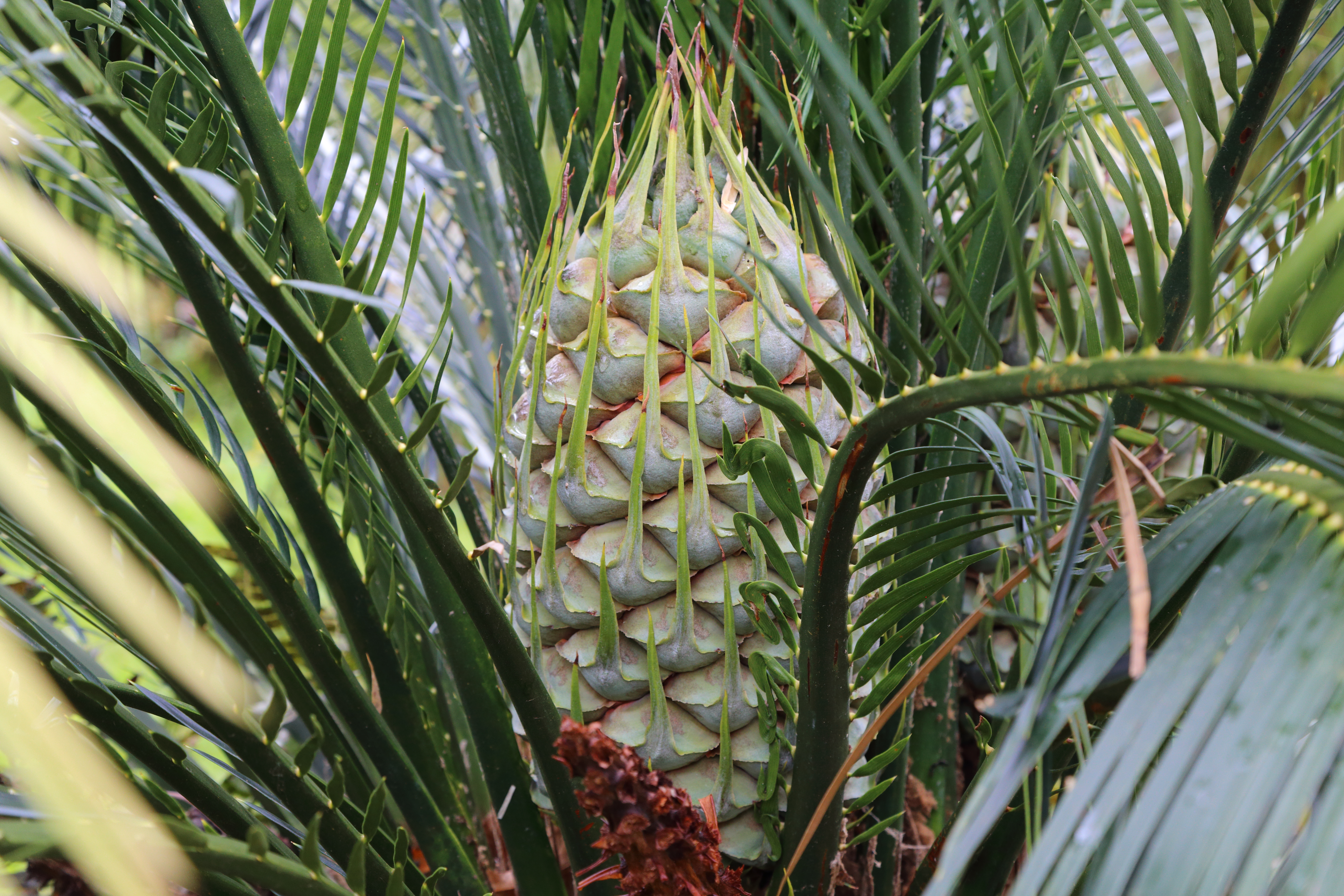
Macrozamia spiralis

In der Gattung Macrozamia gibt es etwa 41 Arten:
- Macrozamia cardiacensis P.I.Forst. & D.L.Jones: Dieser Endemit kommt nur am Cardiac Hill im Mount-Walsh-Nationalpark im südöstlichen Queensland vor.[5]
- Burrawang (Macrozamia communis L.A.S. Johnson): Die Chromosomenzahl beträgt 2n = 18.[1] Dieser Endemit kommt nur im östlichen New South Wales vor.[5]
- Macrozamia concinna D.L.Jones: Sie kommt nur in New South Wales vor.[5]
- Macrozamia conferta D.L.Jones & P.I.Forst.: Dieser Endemit kommt nur im südöstlichen Queensland vor.[5]
- Macrozamia cranei D.L.Jones & P.I.Forst.: Dieser Endemit kommt nur im südöstlichen Queensland vor.[5]
- Macrozamia crassifolia P.I.Forst. & D.L.Jones: Dieser Endemit kommt nur im südöstlichen Queensland vor.[5]
- Macrozamia diplomera (F.Muell.) L.A.S.Johnson: Sie kommt nur im östlichen und zentralen New South Wales vor.[5]
- Macrozamia douglasii  W.Hill ex F.M.Bailey: Dieser Endemit kommt nur im südöstlichen Queensland einschließlich K’gari vor.[5]
- Macrozamia dyeri (F.Muell.) C.A.Gardner: Sie kommt nur im südlichen Western Australia vor.[5]
- Macrozamia elegans K.D.Hill & D.L.Jones: Sie kommt nur im östlichen und zentralen New South Wales vor.[5]
- Macrozamia fawcettii C.Moore: Dieser Endemit kommt nur im nordöstlichen New South Wales vor.[5]
- Macrozamia fearnsidei D.L.Jones: Dieser Endemit kommt nur nördlich und östlich von Injune in Queensland vor.[5]
- Macrozamia flexuosa C.Moore: Sie kommt nur im östlichen und zentralen New South Wales vor.[5]
- Macrozamia fraseri Miq.: Dieser Endemit kommt nur im westsüdwestlichen Western Australia vor.[5]
- Macrozamia glaucophylla D.L.Jones: Sie kommt in New South Wales vor.[5]
- Macrozamia heteromera C.Moore: Die Chromosomenzahl beträgt 2n = 18.[3] Sie kommt nur im östlichen und zentralen New South Wales vor.[5]
- Macrozamia humilis D.L.Jones: Sie kommt im nordöstlichen New South Wales vor.[5]
- Macrozamia johnsonii D.L.Jones & K.D.Hill: Dieser Endemit kommt nur im nordöstlichen New South Wales vor.[5]
- Macrozamia lomandroides D.L.Jones: Dieser Endemit kommt nur im südöstlichen Queensland vor.[5]
- Macrozamia longispina P.I.Forst. & D.L.Jones: Dieser Endemit kommt nur im südöstlichen Queensland vor.[5]
- Macrozamia lucida L.A.S.Johnson: Sie kommt nur im südöstlichen Queensland und im nordöstlichen New South Wales vor.[5]
- Macrozamia macdonnellii (F.Muell. ex Miq.) A.DC.: Sie kommt im südlichen Northern Territory von Australien vor.[5]
- Macrozamia machinii P.I.Forst. & D.L.Jones: Dieser Endemit kommt nur im südsüdöstlichen Queensland vor.[5]
- Macrozamia macleayi Miq.: Dieser Endemit kommt nur im südöstlichen bis ostsüdöstlichen Queensland vor.[5]
- Macrozamia miquelii (F.Muell.) A.DC.: Die Chromosomenzahl beträgt 2n = 18.[1] Sie kommt vom östlichen und südöstlichen Queensland bis zum nordöstlichen New South Wales vor.[5]
- Macrozamia montana K.D.Hill: Dieser Endemit kommt nur im ostnordöstlichen New South Wales vor.[5]
- Macrozamia moorei F. Muell.: Die Chromosomenzahl beträgt 2n = 18.[3] Sie kommt nur im östlichen und zentralen Queensland vor.[5]
- Macrozamia mountperriensis F.M.Bailey: Sie kommt im südöstlichen Queensland vor.[5]
- Macrozamia occidua D.L.Jones & P.I.Forst.: Dieser Endemit kommt nur im südöstlichen Queensland vor.[5]
- Macrozamia parcifolia P.I.Forst. & D.L.Jones: Dieser Endemit kommt nur im südöstlichen Queensland vor.[5]
- Macrozamia pauli-guilielmi W.Hill & F.Muell.: Die Chromosomenzahl beträgt 2n = 18.[1] Dieser Endemit kommt nur im südöstlichen Queensland vor.[5]
- Macrozamia platyrachis F.M.Bailey: Sie kommt nur im östlichen Queensland vor.[5]
- Macrozamia plurinervia (L.A.S.Johnson) D.L.Jones: Sie kommt nur vom südöstlichen Queensland bis zum nordöstlichen New South Wales vor.[5]
- Macrozamia polymorpha D.L.Jones: Sie kommt im östlichen und zentralen New South Wales vor.[5]
- Macrozamia reducta K.D.Hill & D.L.Jones: Sie kommt nur im zentralen und östlichen New South Wales vor.[5]
- Macrozamia riedlei (Fisch. ex Gaudich.) Gardner: Die Chromosomenzahl beträgt 2n = 18.[1] Dieser Endemit kommt nur im südwestlichen Australien vor.[5]
- Macrozamia secunda C.Moore: Die Chromosomenzahl beträgt 2n = 18.[1] Sie kommt in New South Wales vor.[5]
- Macrozamia serpentina D.L.Jones & P.I.Forst.: Sie kommt nur im östlichen Queensland vor.[5]
- Macrozamia spiralis (Salisb.) Miq.: Die Chromosomenzahl beträgt 2n = 18.[3] Sie kommt im östlichen New South Wales vor.[5]
- Macrozamia stenomera L.A.S.Johnson: Dieser Endemit kommt nur im nordöstlichen New South Wales vor.[5]
- Macrozamia viridis D.L.Jones & P.I.Forst.: Dieser Endemit kommt nur im südöstlichen Queensland vor.[5]